# Idaea flavicosta
Idaea flavicosta là một loài bướm đêm trong họ Geometridae.